# Kätte
En kätte är en avbalkning i en ladugård, vanligtvis gjord av trä. Den är avsedd för små djur (svin eller får), som inte hålls uppbundna i bås, eller för större djur under uppväxttiden (kalv, föl och ungkreatur). I en ladugård kan finnas flera kättar.

## Vanliga kättar
- kalvkätte
- fårkätte
- griskätte